# Paulo Baier
Paulo César Baier (Ijuí, Rio Grande do Sul, 1974. október 25. –) brazil labdarúgó. Posztja szerint általában támadó középpályás, de többször helytállt jobb hátvéd szerepben is. Korosztályának egyik leggólerősebb játékosa, hivatalos első osztályú mérkőzésen 407 alkalommal szerepelt és 105 találatot jegyzett. 2004-ben a Seleção mezét 3 alkalommal ölthette magára.

## Sikerei, díjai
Criciúma
- 1-szeres Série B: 2002
- 1-szeres Catarinense bajnok: 1998

América Mineiro
- 1-szeres Mineiro bajnok: 2001

Sport Recife
- 1-szeres Pernambucano bajnok: 2009